# Philomena Schwab

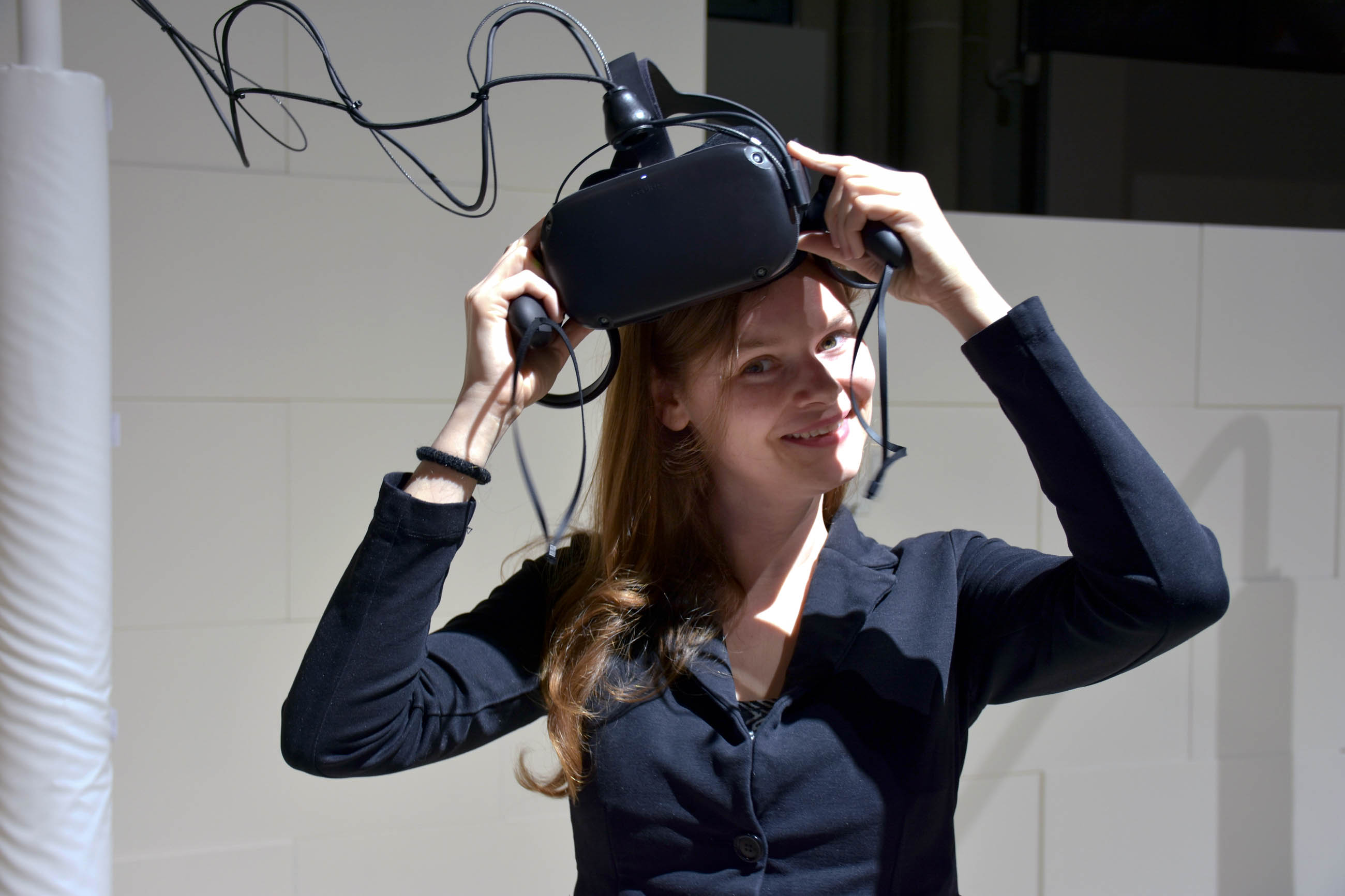
Philomena Schwab im Februar 2020 auf der Ausstellung «Games» im Landesmuseum Zürich.

Philomena Naomi Om-Chanti Cosma Ruben Rahel Anastasia Schwab (* 28. November 1989 in Zürich) ist eine Schweizer Game-Designerin und Mitgründerin des Game-Studios Stray Fawn. Sie ist Vorstandsmitglied in der Swiss Game Developers Association.

## Leben und Wirken
Schwab wuchs im Zürcher Stadtteil Schwamendingen auf.
2016 gründete sie zusammen mit Micha Stettler das Game-Studio Stray Fawn. Im selben Jahr veröffentlichte sie das Survival-Computerspiel «Niche – a genetics survival». Es wurde über 200.000 Mal verkauft. 2017 schloss Schwab ihren Master in Game Design an der Zürcher Hochschule der Künste (ZHdK) ab. Sie erhielt von der ZHdK zudem den Ehrentitel «Companion ZHdK».
Das Wirtschaftsmagazin Forbes zählte Schwab 2017 zu den «30 under 30» im Bereich Technologie in Europa.
Schwab erhielt im August 2019 den Hero Award auf der Games-Messe Gamescom in Köln.

## Werke
- Elarooh, 2014
- Niche – a genetics survival game, 2016
- Nimbatus – The Space Drone Constructor, 2018
- The Wandering Village